# Platyphyllum
Platyphyllum is een geslacht van rechtvleugeligen uit de familie sabelsprinkhanen (Tettigoniidae). De wetenschappelijke naam van dit geslacht is voor het eerst geldig gepubliceerd in 1831 door Serville.

## Soorten
Het geslacht Platyphyllum omvat de volgende soorten:
- Platyphyllum camellifoliatum Beier, 1960
- Platyphyllum obtusum Beier, 1960
- Platyphyllum viridifolium Saint-Fargeau & Serville, 1825